# アンデルソン・アンドラージ・アントゥネス
アンデルソン・アンドラージ・アントゥネス（Anderson Andrade Antunes, 1981年11月15日 - ）は、ブラジル出身の元プロサッカー選手。現役時代のポジションはフォワード。
Jリーグ、Kリーグ時代の登録名はアンデルソン（ハングル: 안델손）。

## 経歴
ブラジルのURTでキャリアをスタートさせる。その後、メキシコのサモラCFを経て2002年にブラジルのシャペコエンセへ加入。7ゴールを挙げ得点ランク2位と活躍するとともに、同チームのサンタカタリーナ州選手権2部優勝に貢献した。その後、ブラジルの複数クラブを経て2004年にフェロヴィアリアへ加入。16得点を挙げ得点王に輝くとともに同チームのパウリスタ州選手権セリエB1準優勝・セリエA3昇格に大きく貢献した。その後、フォルタレーザECを経てグレミオ・バルエリに加入。グレミオ・バルエリではサンタ・カリーナ州選手権優勝を経験した。
こうした活躍を認められ2006年に水戸ホーリーホックへ期限付き移籍で加入。エースストライカーとして得点を量産し、特に5月6日のコンサドーレ札幌戦では来日後初となるハットトリックを達成した。水戸ホーリーホック所属の選手がハットトリックを決めたのはこれが初めてであり、チームの歴史にその名を刻むこととなった。また、6月2日の横浜FC戦では堅守を誇っていた同チームから決勝ゴールを奪い、それまで横浜FCが維持していた新監督就任以来15戦負けなし、連続無失点時間770分という2つのJリーグ新記録をストップさせた。2006年はチーム最多の43試合に出場。水戸ホーリーホック所属選手のシーズン最多得点記録となる17得点を挙げ、得点ランク7位と大きな結果を残した。
その活躍から翌2007年はチーム初のJ1昇格を目指すサガン鳥栖へ完全移籍。古巣、水戸から移籍後初ゴールを奪うなどしたものの、昨年までのような活躍は出来ず伸び悩んだ。しかし、シーズン途中の6月にJ1・清水エスパルスからのオファーがあり期限付き移籍、日本のトップリーグでプレーする機会を獲得した。清水では5月に退団したFWアレシャンドレに代わる外国人FWとして期待されたが、出場1試合、出場時間はわずか1分と不本意な結果に終わり、シーズン終了後に退団が決定した。
2008年は2006年にJ2で17得点を挙げた実績を買われ、J2に降格したばかりの横浜FCへ移籍。シーズン序盤から得点を積み重ね、二度のハットトリックも達成するなどエースストライカーとしてチームを牽引した。5月終了の時点で12得点を挙げる活躍で一時は得点ランキング首位を独走するほどの勢いを見せたが、その活躍から相手選手の執拗なマークを受けるようになった6月以降は急激に失速。ボールを持ちすぎる悪癖が出るようになり、前半終了時に交代を命じられる試合もあるなど、大きく調子を落とした。チームの昇格がなくなった第40節以降は先発の座を追われ、出場機会が減少。最終的にシーズン通算16得点を挙げ、チーム得点王となると同時に得点ランク6位という成績は残したものの戦力外通告を受け、2008年シーズン限りでの退団が決定した。
その後は国内外のクラブを転々としていたが、2014年夏にロアッソ熊本への加入が発表された。加入後は負傷離脱する時期があったが、７試合に出場し４得点を挙げる活躍をみせた。
2015シーズンも契約延長をしたが、2月20日に行われたトレーニングマッチ(結果や対戦相手は非公開)において右膝前十字靭帯断裂の重症を負い、治療のためにコスタリカへ出国している。
復帰には１年程度かかる見込みで同シーズンの試合出場は絶望的となったが、第40節に途中出場にて実戦復帰を果たした。
2016年シーズンも負傷がちなのは変わらず、わずか9試合の出場にとどまった。2016年9月30日に双方合意の上でのロアッソ熊本退団が発表された。

## 所属クラブ
- 2001年  ウニオン・レクレアチーヴァ・ドス・トラバリャドレス
- 2001年  サモラCF
- 2002年  アソシアソン・シャペコエンセ・ジ・フチボウ
- 2003年  ECキンゼ・デ・ノヴェンブロ (ピラシカーバ)
- 2003年  カンピネンセ・クルーベ
- 2003年  アトレチコ・モンテ・アズル
- 2004年  フェロヴィアリアAC (フォルタレーザ)（ポルトガル語版）
- 2005年  フォルタレーザEC
- 2005年  グレミオ・レクレアチーヴォ・バルエリ
- 2006年  水戸ホーリーホック (期限付き移籍)
- 2007年 - 同年6月  サガン鳥栖
- 2007年6月 - 同年12月  清水エスパルス (期限付き移籍)
- 2008年  横浜FC
- 2009年  リオ・ブランコ・デ・アンドラダスFC（ポルトガル語版）
- 2009年  アル・ザマレク
- 2010年  大邱FC
- 2010年  ブルハスFC（スペイン語版）
- 2010年 - 2011年  ADバリオ・メヒコ（スペイン語版）
- 2011年  バレッタFC
- 2011年 - 2012年  CSエレディアーノ
- 2012年 - 2013年  LDアラフエレンセ
- 2013年 - 2014年  デポルティーボ・ミクトラーン（スペイン語版）
- 2014年7月 - 2016年9月  ロアッソ熊本
- 2016年 - 2017年  ADムニシパル・リベリア
- 2017年 - 2018年  ADカルメリタ
- 2018年 - 2019年  デポルティーボ・ヌエバ・コンセプシオン
- 2019年  ADRヒカラル
- 2019年 - 2020年  ADバリオ・メヒコ
- 2020年  ADアセリ
- 2021年  ムニシパル・ガラビト

## 個人成績
| 国内大会個人成績 | 国内大会個人成績         | 国内大会個人成績 | 国内大会個人成績 | 国内大会個人成績             | 国内大会個人成績 | 国内大会個人成績 | 国内大会個人成績 | 国内大会個人成績 | 国内大会個人成績 | 国内大会個人成績 | 国内大会個人成績 |
| 年度             | クラブ                   | 背番号           | リーグ           | リーグ戦                     | リーグ戦         | リーグ杯         | リーグ杯         | オープン杯       | オープン杯       | 期間通算         | 期間通算         |
| 年度             | クラブ                   | 背番号           | リーグ           | 出場                         | 得点             | 出場             | 得点             | 出場             | 得点             | 出場             | 得点             |
| ブラジル         | ブラジル                 | ブラジル         | ブラジル         | リーグ戦                     | リーグ戦         | ブラジル杯       | ブラジル杯       | オープン杯       | オープン杯       | 期間通算         | 期間通算         |
| ---------------- | ------------------------ | ---------------- | ---------------- | ---------------------------- | ---------------- | ---------------- | ---------------- | ---------------- | ---------------- | ---------------- | ---------------- |
| 2001             | URT                      |                  |                  |                              |                  |                  |                  |                  |                  |                  |                  |
| メキシコ         | メキシコ                 | メキシコ         | メキシコ         | リーグ戦                     | リーグ戦         | コパMX           | コパMX           | オープン杯       | オープン杯       | 期間通算         | 期間通算         |
| 2001             | サモラ                   |                  |                  |                              |                  |                  |                  |                  |                  |                  |                  |
| ブラジル         | ブラジル                 | ブラジル         | ブラジル         | リーグ戦                     | リーグ戦         | ブラジル杯       | ブラジル杯       | オープン杯       | オープン杯       | 期間通算         | 期間通算         |
| 2002             | シャペコエンセ           |                  |                  |                              |                  |                  |                  |                  |                  |                  |                  |
| 2003             | キンゼ・デ・ピラシカーバ |                  |                  |                              |                  |                  |                  |                  |                  |                  |                  |
| 2003             | カンピネンセ             |                  |                  |                              |                  |                  |                  |                  |                  |                  |                  |
| 2003             | モンテ・アズル           |                  |                  |                              |                  |                  |                  |                  |                  |                  |                  |
| 2004             | フェロヴィアリア         |                  |                  |                              |                  |                  |                  |                  |                  |                  |                  |
| 2005             | フォルタレーザ           |                  |                  |                              |                  |                  |                  |                  |                  |                  |                  |
| 2005             | グレミオ・バルエリ       |                  |                  |                              |                  |                  |                  |                  |                  |                  |                  |
| 日本             | 日本                     | 日本             | 日本             | リーグ戦                     | リーグ戦         | リーグ杯         | リーグ杯         | 天皇杯           | 天皇杯           | 期間通算         | 期間通算         |
| 2006             | 水戸                     | 9                | J2               | 43                           | 17               | -                | -                | 1                | 0                | 44               | 17               |
| 2007             | 鳥栖                     | 9                | J2               | 13                           | 2                | -                | -                | -                | -                | 13               | 2                |
| 2007             | 清水                     | 33               | J1               | 1                            | 0                | -                | -                | 0                | 0                | 1                | 0                |
| 2008             | 横浜FC                   | 9                | J2               | 36                           | 16               | -                | -                | 1                | 0                | 37               | 16               |
| ブラジル         | ブラジル                 | ブラジル         | ブラジル         | リーグ戦                     | リーグ戦         | ブラジル杯       | ブラジル杯       | オープン杯       | オープン杯       | 期間通算         | 期間通算         |
| 2009             | リオ・ブランコ-MG        |                  |                  |                              |                  |                  |                  |                  |                  |                  |                  |
| エジプト         | エジプト                 | エジプト         | エジプト         | リーグ戦                     | リーグ戦         | リーグ杯         | リーグ杯         | オープン杯       | オープン杯       | 期間通算         | 期間通算         |
| 2009             | アル・ザマレク           |                  |                  |                              |                  |                  |                  |                  |                  |                  |                  |
| 韓国             | 韓国                     | 韓国             | 韓国             | リーグ戦                     | リーグ戦         | リーグ杯         | リーグ杯         | FA杯             | FA杯             | 期間通算         | 期間通算         |
| 2010             | 大邱                     |                  |                  | 8                            | 2                |                  |                  |                  |                  |                  |                  |
| コスタリカ       | コスタリカ               | コスタリカ       | コスタリカ       | リーグ戦                     | リーグ戦         | リーグ杯         | リーグ杯         | オープン杯       | オープン杯       | 期間通算         | 期間通算         |
| 2010             | ブルハス                 |                  |                  |                              |                  |                  |                  |                  |                  |                  |                  |
| メキシコ         | メキシコ                 | メキシコ         | メキシコ         | リーグ戦                     | リーグ戦         | コパMX           | コパMX           | オープン杯       | オープン杯       | 期間通算         | 期間通算         |
| 2010-11          | バリオ・メキシコ         |                  |                  |                              |                  |                  |                  |                  |                  |                  |                  |
| マルタ           | マルタ                   | マルタ           | マルタ           | リーグ戦                     | リーグ戦         | リーグ杯         | リーグ杯         | オープン杯       | オープン杯       | 期間通算         | 期間通算         |
| 2011             | バレッタ                 |                  |                  |                              |                  |                  |                  |                  |                  |                  |                  |
| コスタリカ       | コスタリカ               | コスタリカ       | コスタリカ       | リーグ戦                     | リーグ戦         | リーグ杯         | リーグ杯         | オープン杯       | オープン杯       | 期間通算         | 期間通算         |
| 2011-12          | エレディアーノ           |                  |                  |                              |                  |                  |                  |                  |                  |                  |                  |
| 2012-13          | アラフエレンセ           |                  |                  |                              |                  |                  |                  |                  |                  |                  |                  |
| グアテマラ       | グアテマラ               | グアテマラ       | グアテマラ       | リーグ戦                     | リーグ戦         | リーグ杯         | リーグ杯         | オープン杯       | オープン杯       | 期間通算         | 期間通算         |
| 2013-14          | ミクトラーン             |                  |                  |                              |                  |                  |                  |                  |                  |                  |                  |
| 日本             | 日本                     | 日本             | 日本             | リーグ戦                     | リーグ戦         | リーグ杯         | リーグ杯         | 天皇杯           | 天皇杯           | 期間通算         | 期間通算         |
| 2014             | 熊本                     | 35               | J2               | 7                            | 4                | -                | -                | 0                | 0                | 7                | 4                |
| 2015             | 熊本                     | 35               | J2               | 3                            | 0                | -                | -                | 0                | 0                | 3                | 0                |
| 2016             | 熊本                     | 9                | J2               | 9                            | 2                | -                | -                | 2                | 0                | 11               | 2                |
| 通算             | メキシコ                 | メキシコ         |                  | \|\|\|\|\|\|\|\|\|\|\|\|\|\| |                  |                  |                  |                  |                  |                  |                  |
| 通算             | ブラジル                 | ブラジル         |                  | \|\|\|\|\|\|\|\|\|\|\|\|\|\| |                  |                  |                  |                  |                  |                  |                  |
| 通算             | 日本                     | 日本             | J1               | 1                            | 0                | 0                | 0                | 0                | 0                | 1                | 0                |
| 通算             | 日本                     | 日本             | J2               | 111                          | 41               | -                | -                | 4                | 0                | 125              | 41               |
| 通算             | エジプト                 | エジプト         |                  | \|\|\|\|\|\|\|\|\|\|\|\|\|\| |                  |                  |                  |                  |                  |                  |                  |
| 通算             | 韓国                     | 韓国             |                  | \|\|\|\|\|\|\|\|\|\|\|\|\|\| |                  |                  |                  |                  |                  |                  |                  |
| 通算             | コスタリカ               | コスタリカ       |                  | \|\|\|\|\|\|\|\|\|\|\|\|\|\| |                  |                  |                  |                  |                  |                  |                  |
| 通算             | メキシコ                 | メキシコ         |                  | \|\|\|\|\|\|\|\|\|\|\|\|\|\| |                  |                  |                  |                  |                  |                  |                  |
| 通算             | マルタ                   | マルタ           |                  | \|\|\|\|\|\|\|\|\|\|\|\|\|\| |                  |                  |                  |                  |                  |                  |                  |
| 通算             | グアテマラ               | グアテマラ       |                  | \|\|\|\|\|\|\|\|\|\|\|\|\|\| |                  |                  |                  |                  |                  |                  |                  |
| 総通算           | 総通算                   | 総通算           | 総通算           | \|\|\|\|\|\|\|\|\|\|\|\|\|\| |                  |                  |                  |                  |                  |                  |                  |

- Jリーグ初出場 - 2006年3月4日 J2第1節 モンテディオ山形戦
- Jリーグ初得点 - 2006年3月18日 J2第3節 湘南ベルマーレ戦

## タイトル
- 2002年 サンタ・カリーナ州選手権2部優勝
- 2004年 サンパウロ州選手権セリエB1準優勝 得点王 (16ゴール)
- 2005年 サンタカタリーナ州選手権優勝